# Hospital Universitario Raymond Poincaré
El Hospital Universitario Raymond Poincaré es un hospital de asistencia pública (AP-HP) y de enseñanza universitaria vinculado a la Universidad de Versailles Saint Quentin en Yvelines. Situado en Garches (Altos del Sena, anteriormente denominado Sena y Oise), fue construido entre 1932 y 1936, y bautizado con el nombre de Raymond Poincaré, presidente francés entre 1913 y 1920.

## Historia
En la década de 1950 el hospital especializado en la rehabilitación de enfermos de la poliomielitis (la enfermedad que entonces era generalizado, incluyendo en Francia) y en la de su profesor André Grossiord y el ortopédico, Olivier Troisier fundaron el Centro nacional de traitement des séquelles de la polio. Esto incluye un servicio dedicado a los niños, junto con 44 camas para adultos (22 de cada sexo) en el pabellón Widal con personal especializado en masajes, hidroterapia y la enseñanza de los enfermos de cómo caminar de nuevo.

## Gente Notable asociados con el Hospital
- David Azéma
- Guillaume Depardieu